# Simulium chilianum
Simulium chilianum är en tvåvingeart som beskrevs av Camillo Rondani 1863. Simulium chilianum ingår i släktet Simulium och familjen knott. Inga underarter finns listade i Catalogue of Life.